# 技師免状
技師免状（技師ディプロム、技師ディプロマ、仏: Diplôme d'Ingénieur）は、フランスの工学の大学院学位（上級学位）。5年から7年程度かけて工学系グランゼコール（技師学校）を卒業した際に授与される。

## 概要
フランスの大学は基本的にバカロレア取得者は全員無試験で進学でき、工学系に限定せず定員はほぼ無制限である。しかし、エリート層が受験・進学するグランゼコールは定員が厳格であり、厳しい試験が課される。人文系や経営系などとは異なり、工学系は専門分野が細分化されているため入学難易度の閾値自体は相対的に低い。
技師免状は、通例フランス語圏以外では理学修士や工学修士に相当する学位と見做される。アメリカでは、AACRAOにより"Master of Science in Engineering"として正式に認められている。
殆どの工学系グランゼコールはフランス国内外の大学と提携した二重学位課程や、技師ディプロマ取得後に入学する博士課程を置く。